# Kirche Dillstädt

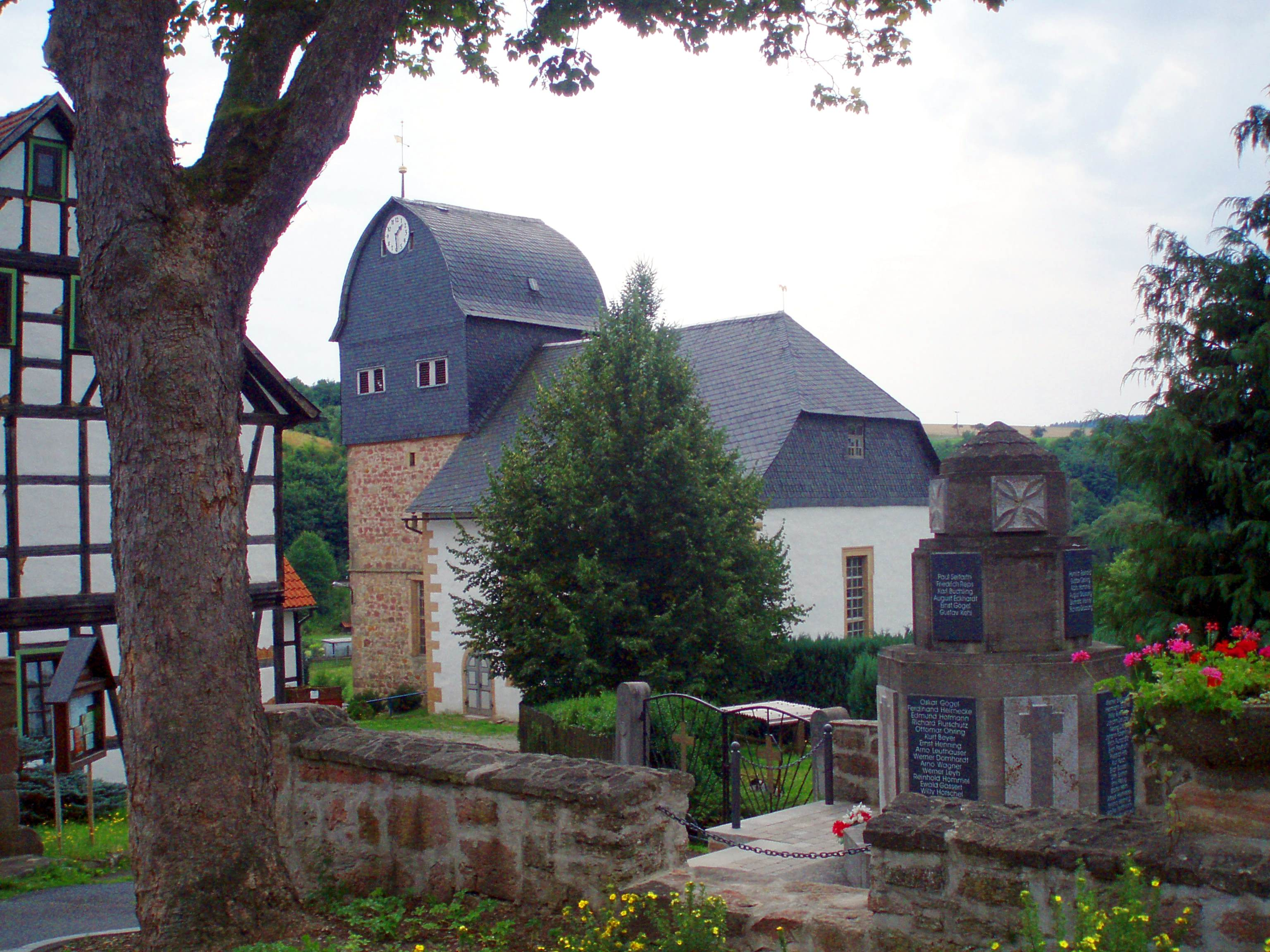
Kirche Dillstädt mit Kriegerdenkmal

Die Kirche Dillstädt steht nahe der Hauptstraße von Dillstädt, einer Gemeinde im Landkreis Schmalkalden-Meiningen in Thüringen. Die Kirchengemeinde Dillstädt gehört zum Pfarrbereich Rohr im Kirchenkreis Henneberger Land der Evangelischen Kirche in Mitteldeutschland.

## Beschreibung
Die Saalkirche mit einem Chorturm wurde unter Verwendung eines älteren Turmstumpfes aus Bruchsteinen im Zeitraum von 1593 bis 1596 gebaut, wie einer Inschrift zu entnehmen ist. Im beginnenden 18. Jahrhundert ist sie abgebrannt. Nach dem Brand wurde sie wieder aufgebaut. Das verputzte, mit Ecksteinen versehene Langhaus, das mit einem verschieferten Krüppelwalmdach bedeckt ist, hat unregelmäßigen Rechteckfenster. Neben diesen sind einzelne zugesetzte Fenster der verschiedenen Bauphasen sichtbar. Der steinsichtige Turm hat ein markantes Tonnendach. Das Kirchenschiff, das mit einem hölzernen Tonnengewölbe überspannt ist, hat zweigeschossige Emporen. Der Taufengel stammt aus dem 18. Jahrhundert, das achteckige Taufbecken von 1579. Die letzte Renovierung war 1993.